# George Price Boyce
George Price Boyce (ur. 24 września 1826 w Londynie, zm. 9 lutego 1897 tamże) – brytyjski malarz związany z prerafaelitami.

## Życiorys
Był synem bogatego kupca wina i właściciela lombardu. Dzieciństwo spędził w Londynie, uczył się w szkole Chipping Ongar, w Esseksie, a następnie studiował architekturę w paryskiej Sorbonie. Po powrocie do Anglii rozpoczął praktykę w znanym biurze architektonicznym Wyatt & Brandon. W sierpniu 1849 po spotkaniu z malarzem Davidem Coksem postanowił zająć się sztuką. Przy wydatnej pomocy finansowej ojca i siostry podjął studia w Royal Academy of Art. Pierwszym jego mentorem był David Cox, w czasie studiów zaprzyjaźnił się z artystami związanymi z Bractwem Prerafaelitów, byli to m.in. Dante Gabriel Rossetti, Thomas Seddon, William Holman Hunt i John Everett Millais. Pod wpływem Ruskina Boyce wyjechał po studiach do Wenecji, podróżował po Francji, Szwajcarii i Egipcie.
Boyce malował głównie pejzaże i architekturę, posługiwał się akwarelą i techniką olejną. W latach 1853–1861 nieregularnie wystawiał w Royal Academy, oraz znacznie częściej w Royal Watercolour Society, której był członkiem. Jego prace często budziły skrajne emocje od zachwytu do zażenowania. Był też członkiem założycielem Hogarth Club – zrzeszającym i wystawiającym prace malarzy prerafaelitów.
W latach 1850–1860 Boyce był bliskim przyjacielem i patronem Dante Gabriela Rossettiego. Jego dzienniki z tego okresu są bezcennym źródłem informacji o Rossetim i jego otoczeniu. W 1862 Boyce przeniósł się do Chelsea w pobliże Rossettiego i mieszkał tam do śmierci w 1897. Ostatnie prace namalował w 1893.

## Wybrane prace

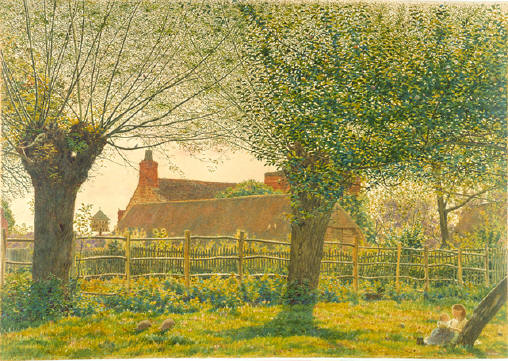
At Binsey, near Oxford, (1862)

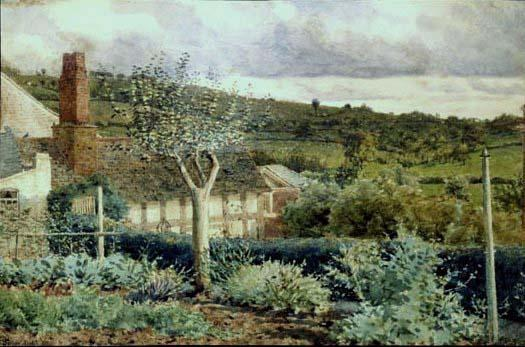
From the Garden of Sherford Cottage, Bromyard (ok. 1860)

- Crypt of St. Nicolas Giornico, (1856)
- Outside the church of San Nicolo da Mira, (1856)
- On the East Lynn, Middleham, (1858)
- Streatley Mill at Sunset, (1859)
- From the Garden of Sherford Cottage (ok. 1860)
- Autumn in the Welsh Hills, (1860)
- Pyramids and Sphinx of Ghizeh, (1861)
- The Nile at Gizeh, (1861)
- At Binsey, near Oxford, (1862)
- Newcastle from the Rabbit Banks, (1864)
- Sandpit near Abinger (1866-1867)
- Abinger Mill-Pond, Surrey – Morning in Late Autumn (1866-1867)
- Study of Ellen Smith, head & shoulders (ok. 1868)
- Pensosa d’Altrui, (1869)